# Lois Zellner
Lois Zellner, nata Lois Pendleton Zellner (3 febbraio 1901 – Nashville, 15 ottobre 1987), è stata una sceneggiatrice statunitense che lavorò per il cinema esclusivamente all'epoca del muto.

## Filmografia
- The Innocent Lie, regia di Sidney Olcott (1916)
- The Little Brother, regia di Charles Miller (1917)
- As Men Love, regia di E. Mason Hopper (1917)
- Giving Becky a Chance, regia di Howard Estabrook (1917)
- Over the Hill, regia di William Parke (1917)
- A Mother's Secret, regia di Douglas Gerrard (1918)
- Friend Husband, regia di Clarence G. Badger (1918)
- The Girl from Bohemia, regia di Lawrence B. McGill (1918)
- Avidità del danaro (Money Mad), regia di Hobart Henley (1918)
- The Silent Woman, regia di Herbert Blaché (1918)
- His Bonded Wife, regia di Charles Brabin (1918)
- Happy Though Married, regia di Fred Niblo (1919)
- Bill Henry, regia di Jerome Storm (1919)
- Nobody Home, regia di Elmer Clifton (1919)
- Turning the Tables, regia di Elmer Clifton (1919)
- Eve in Exile, regia di Burton George (1919)
- The Dangerous Talent, regia di George L. Cox (1920)
- The Cheater, regia di Henry Otto (1920)
- The Misfit Wife, regia di Edwin Mortimer (1920)
- Someone in the House, regia di John E. Ince (1920)
- The Gamesters, regia di George L. Cox (1920)
- The Misleading Lady, regia di George Irving e George Terwilliger (1920)
- Payment Guaranteed, regia di George L. Cox (1921)
- Fine Feathers, regia di Fred Sittenham (1921)
- Should a Wife Work?, regia di Horace G. Plympton (1922)
- Rich Men's Wives, regia di Louis J. Gasnier (1922)
- White Shoulders, regia di Tom Forman (1922)
- Refuge, regia di Victor Schertzinger (1923)
- Her Accidental Husband, regia di Dallas M. Fitzgerald (1923)
- The Lonely Road, regia di Victor Schertzinger (1923)
- The Scarlet Lily, regia di Victor Schertzinger (1923)
- The Man Between, regia di Finis Fox (1923)
- Bag and Baggage, regia di Finis Fox (1923)
- Il sussurro della calunnia (The Whispered Name), regia di King Baggot (1924)
- The Law Forbids, regia di Jess Robbins (1924)
- The Foolish Virgin, regia di George W. Hill (1924)
- The Family Secret, regia di William A. Seiter (1924)
- Flaming Love, regia di Victor Schertzinger (1925)
- Quello scapestrato di papà (Speed), regia di Edward J. Le Saint (1925)
- Drusilla with a Million, regia di F. Harmon Weight (1925)
- The Lady Who Lied, regia di Edwin Carewe (1925)
- Law or Loyalty, regia di Lawson Harris (1926)